# نیسان کمیکال
نیسان کمیکال (به ژاپنی: 日産化学工業) شرکت صنایع شیمیایی ژاپنی است، که به‌عنوان زیرمجموعه‌ای از گروه نیسان، در ۳ حوزه تولید مواد شیمیایی، داروسازی و محصولات شیمیایی کشاورزی فعالیت می‌کند. 
شرکت نیسان کمیکال در سال ۱۸۸۷ توسط دکتر جویکیشی تاکامین تأسیس شد و اکنون دارای ۶ کارخانه تولیدی، ۳ مرکز تحقیق و توسعه و ۲ آزمایشگاه میکروبیولوژی در ژاپن می‌باشد.
دفتر مرکزی این شرکت در شهر چیودا، توکیو، ژاپن قرار دارد و بخشی از سهام آن در بازار بورس توکیو معامله می‌شود.